# عملية الليطاني
عمليَّة الليطاني أو حرب جنوب لبنان 1978 هو اسم الحملة العسكريَّة الّتي قام بها الجيش الإسرائيلي على جنوب لبنان، واحتلّ خلالها الأراضي اللبنانيّة حتّى نهر الليطاني. كان الاسم العسكري لهذه الحملة باللغة العبريّة: אבי החכמה «أفي هحوخماه» وبالعربيّة: ربّ الحكمة، أو: سيِّدُ الحصافة، لكن وسائل الإعلام الإسرائيليَّة أطلقت على هذه الحملة اسم: מבצע ליטני وبالعربيّة: حملة الليطاني، أو عمليّة الليطاني، وهو الاسم الذي صارت تُعرَف به هذه الحملة العسكريَّة الّتي شنّتها إسرائيل على المناطق الجنوبيّة من لبنان في شهر آذار عام 1978، توغَّل خلالها الجيش الإسرائيلي في الأراضي اللبنانيّة حتى نهر الليطاني، وسيطر على هذه المناطق لمدّة ثلاثة أشهر، وانسحب بعدها إلى الحدود الدوليّة. كانت تهدف هذه الحملة إلى القضاء على المنظّمات الفلسطينيَّة المتمركزة في جنوب لبنان، وتدمير بنيتها التّحتيّة، من أجل الحدّ من عمليّات الهجوم التي كانت تقوم بها ضدّ إسرائيل وسُكّان المناطق الشّماليّة فيها.
أسفرت الحملة عن مقتل ما بين 1100 إلى 2000 من المقاتلين الفلسطينيين، والمواطنين اللبنانيين، وإلى تهجير 100,000 إلى 250,000 مواطن لبناني من بيوتهم وقُراهم. نجحت إسرائيل في تحقيق أهدافها من هذه الحملة العسكريّة، فانسحبت قوّات منظمة التحرير الفلسطينية إلى شمال نهر الليطاني، وقد أدت اعتراضات الحكومة اللبنانية على الاجتياح الإسرائيليّ إلى تكوين قوة حفظ سلام في جنوب لبنان تتكوَّن من قوّات (اليونيفيل)، وانسحبت إسرائيل بشكل جزئي من الأراضي اللبنانية.

## خلفية
مع أن عملية الليطاني أخذت شكل هجومِ عسكري إسرائيليِ على جنوب لبنان، فقد كانت في إطار النزاع العربي الإسرائيلي. بدءاً مِن عام 1968 أسّست منظمة التحرير الفلسطينية، الجبهة الشعبية لتحرير فلسطين، وجماعات فلسطينية أخرى شبه دولة في جنوب لبنان استعملتها كقاعدة للهجمات على شمال إسرائيل.
وكانت عددا من بلدات الجنوب كفرشوبا مثلا مقرا لأعضاء القيادات حيث تم زرع عدد كبير من المضادات والصواريخ والتي شكلت خطرا حقيقيا لإسرائيل ومن ثم دفعها إلى احتلال الأراضي اللبنانية.
أُثير هذا الأمر بتدفّق 3000 فدائي من منظمة التحرير الفلسطينية هاربين من هزيمة في الحرب الأهلية الأردنية (أيلول الأسود) ليَتجمّعوا ثانية في جنوب لبنان. رَدّت إسرائيل بهجمات مدمرة ضد القرى اللبنانية وقواعد منظمة التحرير الفلسطينية. وتصاعد العنف لَيتوّج في النهاية بحرب لبنان عام 1982 وطرد منظمة التحرير الفلسطينية مِن البلاد.
سَبقت عِدّة أحداث بارزة عملية الليطاني 1978:
في 26 ديسمبر/كانون الأول 1968 سافر مُسلَّحان فلسطينيّان مِن بيروت إلى أثينا، وقاما بالهجوم على العال رحلة 253 التابعة لشركة طيران العال الإسرائيلية في عمليّة فدائيّة هناك مما أدُّى إلى مقتل شخص. في الرَدّ، في 28 ديسمبر/كانون الأول 1968، قام جيش اللآحتلال ألإسرائيلي بغارة بالقنابل دمُّرت 13 طائرة مدنية في مطار بيروت الدولي.
في 8 مايو/آيار 1970 عبر ثلاثة مُسلَّحين فلسطينيّين في عمليّة فدائيّة الحدود اللبنانيةَ إلى قرية أفيفيم الزراعية وأقاموا كميناً للحافلة المدرسيةَ المحليّةَ وقُتَل تسعة أطفالَ وثلاثة بالغين، وأُصيب 19 طفل آخرين في حافلة أفيفيم المدرسية.
في 10 أبريل/نيسان 1973 قام مغاوير (كوماندوز) إسرائيليون (كان من بينهم إيهود باراك الذي نفًّذ العملية متنكراً في زي امرأة) بقتل ثلاثة من زعماء منظمة التحرير الفلسطينية (يوسف النجار وكمال عدوان وكمال ناصر) في بيروت عملية فردان (عملية ربيع الشباب).
في عملية الخالصة في 11 أبريل/نيسان 1974 ثلاثة مِن أعضاء الجبهة الشعبية لتحرير فلسطين تسللوا إلى كريات شمونة في عمليّة فدائيّة مِن لبنان، ليقتلوا ثمانية عشر مِن سكّان عِمارة سكنية، في كريات شمونة؛ وقُتِلوا هم في النهاية أثناء تبادلِ النارِ مَع مهمّةَ إنقاذ فَاشلة من جيش الإحتلال ألإسرائيلي.
في 15 مايو/آيار 1974 أعضاء مِن الجبهة الديمقراطية لتحرير فلسطين تسللوا في عمليّة فدائيّة إلى بلدة معالوت الحدودية الإسرائيلية مِن لبنان، وقتلوا 22 تلميذًا عسكريًا، قبل أن يقتلهم جيش الإسرائيلي في عملية سميت مذبحة معالوت.
في عملية سافوي في ليلة 4 مارس/آذار 1975 سافر ثمانية مُسلَّحين مِن منظمة التحرير الفلسطينية مِن لبنان إلى تل أبيب بَحراً في عمليّة فدائيّة في زورق مطاطي، ودَخلوا فندقَ سافوي واحتجزوا عشرات الرهائنِ. أثناء مهمّة الإنقاذ قُتِل ثلاثة جنود من جيش الإسرائيلي وجُرَح ثمانية رهائن؛ ثم تَراجع رجال منظمة التحرير الفلسطينية المُسلَّحون إلى غرفة وحاولوا تَفجير أنفسهم، فقتلوا ثمانية رهائن وجرح 11، بالإضافة إلى قتل السبعة مِن رجال منظمة التحرير الفلسطينية المُسلَّحين.
في عملية كمال عدوان في 11 مارس/آذار 1978 سافر 11 من أعضاء حركة فتح بقيادة دلال المغربي البالغة من العمر 18 عاماً مِن لبنان في عمليّة فدائيّة وقَتلوا سائحاً أمريكياً على الشاطئ ثمّ اختطفوا حافلة على الطريق الساحلي قُرب حيفا، وفي الطريق إلى تل أبيب استولوا على حافلة ثانية. بعد مطاردة طويلة وإطلاق نار، مات 37 إسرائيلي وجُرَح 76. وكان هو السبب المباشر للغزو الإسرائيلي بعد ثلاثة أيام.
زاد النزاع بين منظمة التحرير الفلسطينية وإسرائيل من التوتّراتَ السياسية بين المسيحيين المارونيين والمسلمين والدروز مما أضاف إلى العوامل المُسببة للحرب الأهلية اللبنانية 1975–1990.

## القتال
في 14 مارس/آذار 1978، بدأت إسرائيل عملية الليطاني، مُحتلُّة منطقةَ جنوب نهر الليطاني باستثناء صور بأكثر من 25,000 جندي. وكانت أهدافها المُعلنة هي أن تطرد مجموعات الفدائيين الفلسطينيّين، خصوصاً منظمة التحرير الفلسطينية، بعيداً عن الحدود مع إسرائيل، ولتعزيز حليف إسرائيل في ذلك الوقت، جيش لبنان الجنوبي.
أثناء الهجوم الذي استمر لمدة 7 أيامِ، احتل جيش الاحتلال ألإسرائيلي أولاً حزام من الأرض بعمق 10 كيلومترات تقريباً، لكنه تَوسّع لاحقاً شمالاً إلى نهر الليطاني، وقد قدَّرت الحكومة اللبنانية أن حوالي 285000 لبناني قد أصبحوا لاجئين. وقد قُتِلَ 1100–2000 لبناني، كُلهمّ تقريباً من المدنيين.
قُتِلَ 20 إسرائيلي من بينهم مسى عجوة في جامعة الخليل وتَراجعت منظمة التحرير الفلسطينية إلى شمال نهر الليطاني لتُواصل إطلاق النار على الإسرائيليين.

## نتيجة الحرب

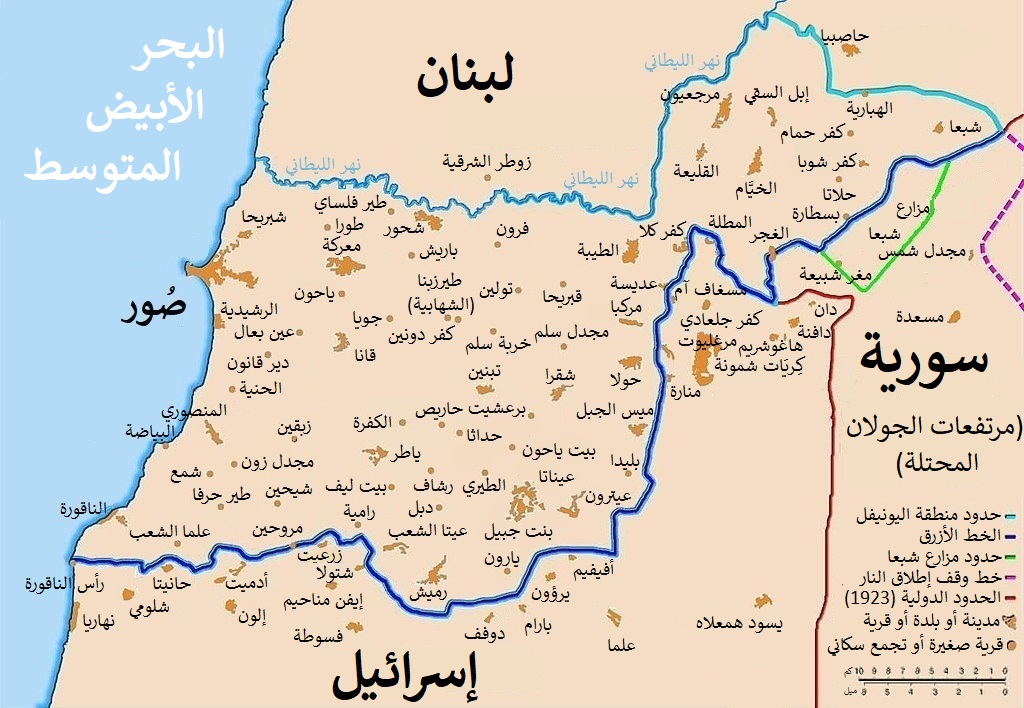
خريطة توضح خط ترسيم الخط الأزرق الفاصل بين لبنان وإسرائيل، الذي وضعته الأمم المتحدة بعد الانسحاب الإسرائيلي من جنوب لبنان في عام 1978

رداً على الغزو، أصدر مجلس الأمن التابع للأمم المتحدة القرار رقم 425 والقرار رقم 426 داعياً إلى انسحاب القوّات الإسرائيلية مِن لبنان. وشُكِّلَت قوة فصل للأُمم المتحدة في لبنان (اليونيفيل) لفَرض هذا القرار ولتُعيد السلام والسيادة إلى لبنان. وَصلتْ قوات اليونيفيل إلى لبنان في 23 مارس/آذارِ 1978، ليتخذ مقراً في الناقورة.
انسحبت القوات الإسرائيلية لاحقاً في 1978، وسلّمت مواقعها داخل لبنان إلى حليفها، ميليشيات جيش لبنان الجنوبي بزعامة الرائد سعد حداد. وقد هاجم جيش لبنان الجنوبي اليونيفيل بشكل دوري. في 19 أبريل/نيسانِ 1978، قَصف جيش لبنان الجنوبي مقرِ اليونيفيل، وقُتل 8 من جنود الأُمم المتحدة. في أبريل/نيسانِ، 1980، اختُطف جنديان أيرلنديان تابعان للأُمم المتّحدة وقُتِلا بواسطة مُسلَّحين مسيحيين في أرض جيش لبنان الجنوبي وضُرِب جندي أيرلنديِ آخرِ من قبل رجال سعد حداد.
اتّهمَت الصحافة الإسرائيلية في ذلك الوقت، خصوصاً الجيروزليم بوست، الأيرلنديين بالتحيّزِ لمنظمة التحرير الفلسطينية. وعلى أية حال، فقد هاجم الفلسطينيون اليونيفيل أيضاً، واختطفوا جندي أيرلندي من اليونيفيل في 1981 وواصلوا احتلال مناطق في جنوب لبنان. قامت مجموعة من مقاتلين الجبهة الشعبية القيادة العامة بأسر جندي إسرائيلي يدعى «أبرهام عمرام» وتم مبادلته في 76 أسير وأسيرة فلسطينيين في صفقة «رحلة النورس».